# Phacorhabdotus posteropunctissimus
Phacorhabdotus posteropunctissimus is een mosselkreeftjessoort uit de familie van de Trachyleberididae. De wetenschappelijke naam van de soort is voor het eerst geldig gepubliceerd in 1989 door Coles & Whatley.